# Onagadori
L'onagadori est une race antique de poule domestique originaire de la préfecture de Kōchi au Japon, ayant permis la création de la phoenix. Le coq est remarquable par sa queue en forme de traîne qui peut dépasser les 2 mètres, voire, chez les sujets âgés, jusqu'à huit mètres de long. En effet, l'onagadori ne mue pas, contrairement au coq phoenix. L'onagadori est une race historique protégée au Japon, particulièrement appréciée depuis le XVIIe siècle, et très peu présente à l'étranger. Son standard a été fixé à l'époque Taisho au tout début du XXe siècle. 

## Description
- Coq : 1,6 à 2 kg
- Poule : 1,2 à 1,5 kg[1]
- Couleur : Blanc, rouge à queue noire, saumon argenté, saumon doré, saumon doré clair.
- Utilisation: Ornement uniquement